# 卡洛斯·博尔哈
卡洛斯·博尔哈（西班牙語：Carlos Borja，1913年5月23日—1992年11月25日），墨西哥男子篮球运动员。他曾代表墨西哥获得1936年夏季奥运会篮球比赛男子铜牌。他于1992年在瓜达拉哈拉去世。